# Ograja, Kočevje
Ograja je naselje v Občini Kočevje brez stalnih prebivalcev.